# ریموویتسه
ریموویتسه (به لاتین: Řimovice) یک منطقهٔ مسکونی در جمهوری چک است که در ناحیه بنشوو واقع شده‌است.